# 스티븐 웨인 앤더슨
스티븐 웨인 앤더슨(영어: Stephen Wayne Anderson, 1953년 7월 8일 ~ 2002년 1월 29일)은 미국의 연쇄 살인범이다. 동료 수감자 1명과 최소 7명에 달하는 청부 살인을 포함해 최소 8명 이상을 살해한 것으로 알려져 있다.

## 범행
앤더슨은 1971년에 일어난 1건의 가중 절도죄, 1973년에 일어난 3건의 가중 절도죄로 투옥되었다. 유타주 교도소에 수감되어 있는 동안에 앤더슨은 동료 수감자 1명을 살해하고 다른 수감자를 폭행했으며 교도관 1명을 폭행했다. 앤더슨은 그가 사형 선고를 받은 범죄 이전에 네바다주 라스베이거스에서 일어난 다른 6건의 살인 사건을 인정했다. 1979년 11월 24일에는 감옥에서 탈출해 마약 밀매업자로 일했고 유타주 솔트레이크시티 동부 산악 지대에서 적어도 1건의 청부 살인을 일으켰다.
1980년 5월 26일에 당시 26세였던 앤더슨은 전직 피아노 강사였던 81세의 엘리자베스 라이먼의 집에서 절도 행각을 벌였다. 앤더슨은 한밤중에 라이먼의 전화선을 칼로 자르고 유리문에 있던 유리창을 깨고 그녀의 집에 침입했다. 앤더슨은 그 집의 입주자용 방을 방별로 점검했다. 앤더슨 라이먼의 침실로 들어갔을 때에 라이먼은 잠에서 깨어나서 비명을 질렀다. 앤더슨이 45구경 권총으로 근거리에서 라이먼의 얼굴을 쏘았고 라이먼은 치명적인 부상을 입게 된다. 앤더슨은 라이먼의 몸을 담요로 덮었고 라이먼을 죽인 총알이 뚫고 나간 포장을 찾아내고 현금을 구하기 위해 라이먼의 집을 샅샅이 뒤졌다. 앤더슨은 100달러 미만의 현금을 발견했다.
앤더슨은 범행 이후에 라이먼의 부엌에서 식사를 준비했는데 옆집에 사는 수상한 이웃이 보안관 사무실에 전화를 걸었다. 전화를 마친 보안관 대리들은 식사를 하고 텔레비전을 보고 있던 앤더슨을 체포했다. 앤더슨은 살인을 자백했다.

## 사형
캘리포니아주 샌버너디노군 법원의 배심원단은 1981년 7월 24일에 열린 재판에서 앤더슨에게 사형을 선고했다. 앤더슨이 사형을 당하기 이전의 마지막 식사는 무를 곁들인 구운 치즈 샌드위치 2개, 코티지 치즈 1파인트, 복숭아 파이 1조각, 초콜릿 칩 아이스크림 1파인트였다고 한다. 앤더슨은 2002년 1월 29일에 캘리포니아주 샌 퀜틴 주립 교도소에서 독극물이 들어간 주사를 맞고 사형당했다. 앤던슨은 태평양 표준시 기준으로 오전 12시 30분에 사형 선고를 받았다.

## 같이 보기
- 미국의 사형제